# Serrat del Gaig
El Serrat del Gaig és un serrat del terme municipal de l'Estany, a la comarca del Moianès.

El Serrat del Gaig, respecte del terme de l'Estany

Està situat a prop i al sud del nucli urbà de l'Estany i al nord del Raval del Prat, entre la Sagrera, al nord, i el Collet de Cal Parrella, al sud. A llevant seu hi havia l'estany de l'Estany, i a ponent, la masia de Cal Parrella. A ponent del seu extrem nord hi ha el paratge de Giraculs, i a migdia, el Serrat de la Creu. Té el seu punt més elevat, 915,5 metres d'altitud, just a la meitat de la seva extensió.